# Johann Jakob Koller
Johann Jakob Koller (* 12. Juni 1805 in Speicher; † 10. Februar 1879 St. Gallen; heimatberechtigt in Speicher AR) war ein Schweizer Textilunternehmer und Gemeinderat aus dem Kanton Appenzell Ausserrhoden.

## Leben
Johann Jakob Koller war ein Sohn von Johannes Koller und Anna Züst. Im Jahr 1832 heiratete er Anna Ursula Jüstrich, Tochter von Jakob Jüstrich. Eine zweite Ehe ging er mit Marie Elisabeth Tobler, Tochter von Johannes Tobler ein. Kollers Textilfabrik in Speicher umfasste im Jahr 1850 in zwei Gebäuden 40 Webstühle.
Der Pionier für fabrikmässige Arbeitsorganisation und technische Verbesserungen übernahm schon in den 1830er Jahren die brochierte Jacquard- und Gazeweberei aus Frankreich. Er führte früh Ausschneid-, Spul- und Zettelmaschinen ein. Im Jahr 1859 verkaufte er das Unternehmen in Speicher. Er baute in Altstätten eine mechanische Buntweberei auf. Er entwickelte 1865 eine Schlicht- und Zettelmaschine für die Hausindustrie. Von 1849 bis 1852 war Koller Gemeinderat in Speicher.